# Станюкович, Николай Владимирович
Николай Владимирович Станюкович (26 августа 1898, Харьков — 26 декабря 1977, Париж) — участник Первой Мировой, Гражданской войны, русский поэт, прозаик, переводчик, литературный критик в эмиграции.

## Биография

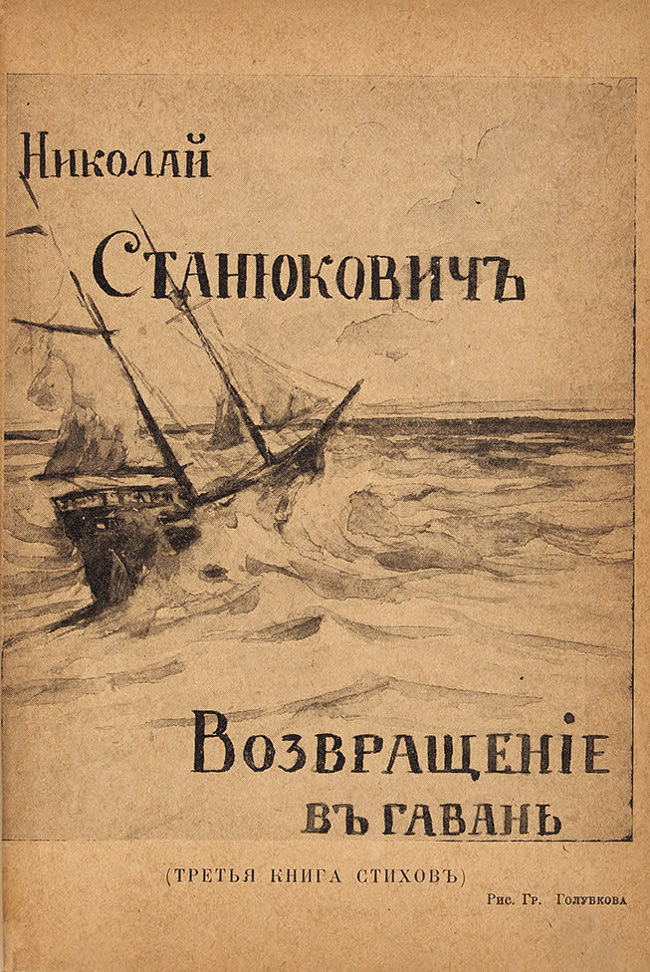
Обложка сборника «Возвращение в гавань»

Родился в дворянской семье. Отец Владимир Константинович Станюкович — офицер, впоследствии искусствовед. Мать — Надежда Юрьевна Рыжкова. Окончил Тенишевское училище в Петербурге.
С началом Гражданской войны присоединился к Белому движению. С 1919 года служил в Вооруженных силах Юга России вольноопределяющимся Александрийского гусарского полка. За выступления против большевиков приговорён ими к смерти. В Добровольческой армии состоял в сводном эскадроне в Ялте. Участвовал в боях под Перекопом и Керчью. Позже участвовал в боевой кампании на Северном Кавказе. Произведён в корнеты. Участвовал в боях в Северной Таврии, под Каховкой.
В Русской Армии — до эвакуации из Крыма. Эвакуирован на корабле «Лазарев». Галлиполиец. В Галлиполи написал поэму «Парад генерала Врангеля». Поручик[страница не указана 2520 дней].
В эмиграции в Белграде, Берлине и Париже, где работал таксистом и шофером у разных частных лиц и компаний, параллельно занимался литературной деятельностью. Участник возникшего в 1925 году Союза молодых писателей и поэтов. Преклонялся перед Н. Гумилёвым. Как военный писатель, печатался в «Часовом», сотрудничал с журналом «Русское Возрождение». Автор статей об эмигрантских поэтах и писателях — А. Горской, И. Кнорринг, Н. Туроверове, Ю. Одарченко, Я. Горбове, Н. Арсеньеве, А. Галиче, Г. Адамовиче, Д. Кленовском, Е. Замятине, И. Шмелеве, И. Сабуровой, Н. Ульянове, Н. Горбаневской, Л. Алексеевой, А. Оболенском, В. Дитрихштейне и многих других статей, рецензий, очерков.
Занимал жёсткую антисоветскую позицию.
Скончался 26 декабря 1977 в Севране, под Парижем. Похоронен на Сент-Женевьев-де-Буа[страница не указана 2520 дней].

## Избранные произведения
- Из пепла: книга стихов. — Париж, 1929.
- Свидетельство: книга стихов. — Париж, 1938.
- Возвращеніе въ гавань: Третья книга стихов. — Париж: Изд. автора, 1949. (Imp. NIKICHENE)
- Дело Александра Рогова. Автобиографический роман. — 1965—1967.